# チャイン

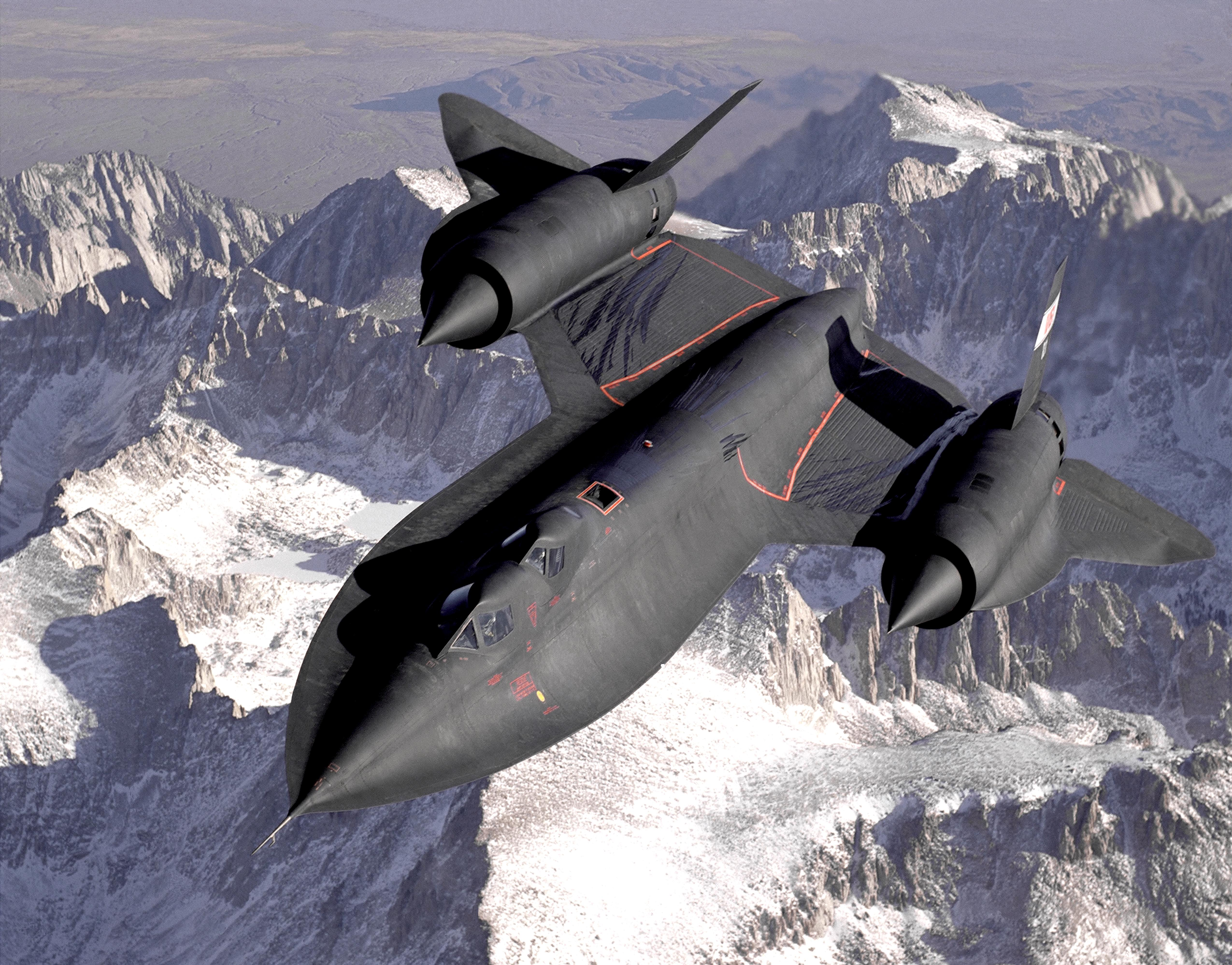
SR-71ブラックバードの機体のチャイン

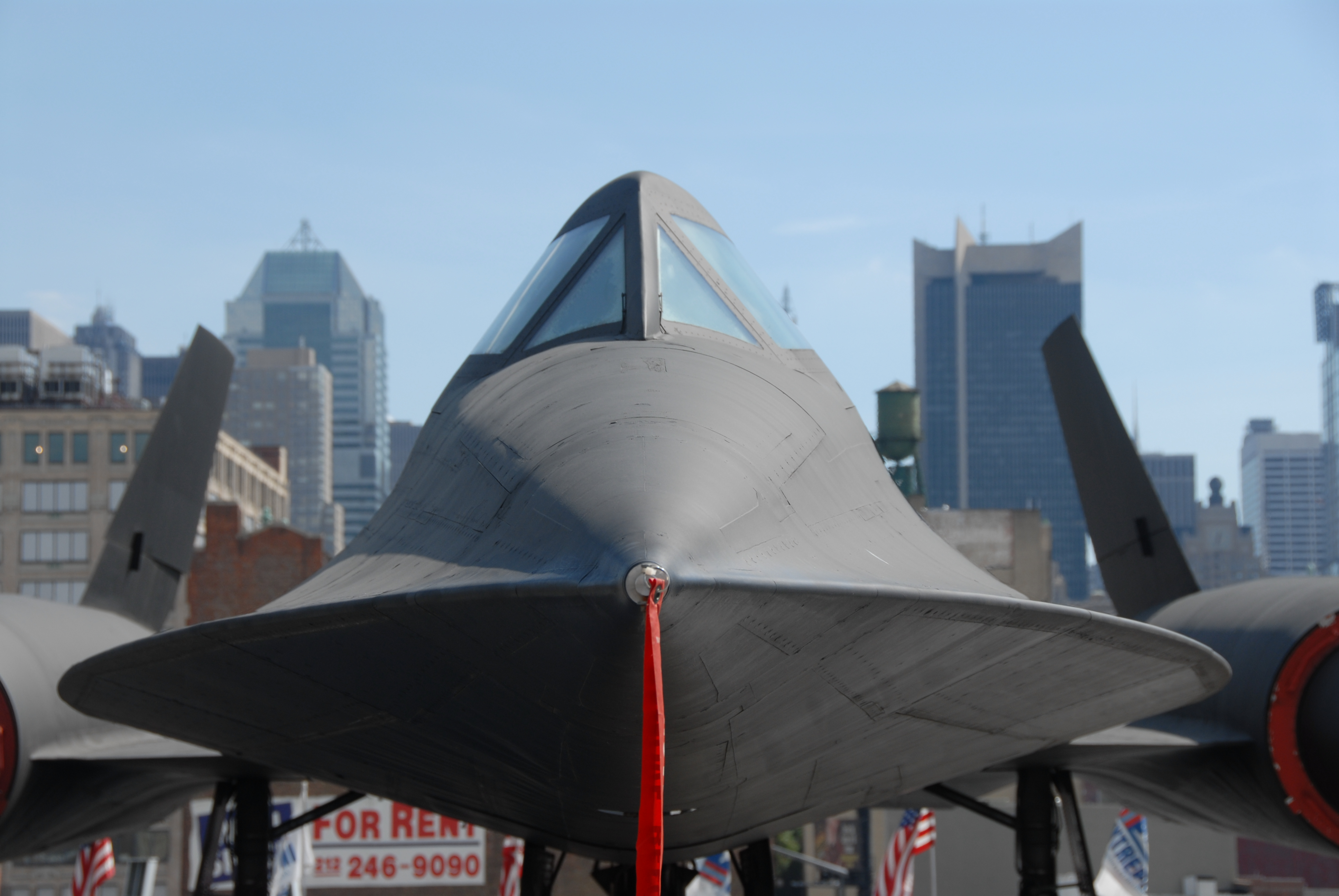
チャインに形作られた前方胴体を示す（A-12の正面）

チャイン（英語: Chine）は、航空機の設計では、胴体または同様のボディの断面プロファイルに現れる、急激な変化を示す縦線。チャインという用語は、ボート製造に由来し、ボートの船体の急激なプロファイル変化に適用される。飛行艇の船体またはフロート水上機のフロートでは、底面が側壁に接する断面での急激な変化を示す縦線がチャインの例である。
一部の超音速航空機では、チャインが横方向にある程度の距離伸びており、非常に鋭いエッジが主翼の前縁のルートに溶け込んでいる。この記事では以下、このタイプのチャインについて説明する。

## 構成
チャインは、空力的には胴体に沿った翼の付け根の長い延長として機能することができる。このようなチャインは、SR-71ブラックバードのロッキードA-12前駆体に最初に出現し、胴体の側面に沿って翼の根元から前方に走り、そこで混ざり合う。
ロッキードマーティンF-22ラプターの機首部分には、エンジンの吸気口に合わせたチャインがある。前翼のルートと吸気口の間にフィレットを形成する小さな水平面は、通常、前縁ルートエクステンション（英語: leading edge root extension（LERX））または前縁のエクステンション（英語: Leading-edge extension（LEX））と呼ばれる。

## フォワードチャイン効果
前方胴体に沿った大きなチャインは、航空機の揚力、抗力、縦方向のバランス、および方向安定性に大きな影響を与える可能性がある。

### 高いマッハ数での効果
ロッキードブラックバードシリーズのチャインは、航空機の長さの約40％に広がり、超音速での有用な追加揚力に貢献する。チャインは、低アスペクト比のカナード表面として機能することにより、フォアボディによって生成される揚力を高めると理解することができる。この揚力の寄与をさらに高めるために、前方胴体は翼に対して正の入射角で設定される。
チャインリフトはマッハ数の2乗で増加し、超音速状態での主翼のリフトの後方シフトを相殺するのに役立つ。無尾翼デルタ翼が安全な亜音速飛行のためにトリムされている場合、高速ではピッチで過剰なトリム抗力が得られ、安定しすぎて操縦性が悪くなる。前面の不安定化効果は、マッハ数が高い場合に最も必要とされるチャインによって提供される。

### 低対気速度での効果
前方チャインは、低速および高迎え角で前縁ルートエクステンション（LERX）としても機能し、内側の翼に渦流を生成して気流を安定させ、局所的に速度を上げて、失速を遅らせ、追加の揚力を提供する。

### 指向性効果
チャインはまた、前方胴体に対する横風またはヨーの悪影響を低減することにより、方向安定性を向上させる。従来の胴体とは異なり、チャインはクロスフローがプロファイル上およびそれを超えてスムーズに移動することを可能にし、流れの分離と停滞による横力を回避する。この場合も、速度が速いほど効果が強くなり、垂直スタビライザー（テールフィン）のサイズを小さくできる。YF-12Aは、SR-71に見られるチャインの最前部が欠けていたため、追加の垂直尾翼が必要であった。

### 横方向の影響
改善されたクロスフロー挙動は、特にデルタ翼航空機の着陸および離陸時に、ヨーによって引き起こされるロールを低減することにより、横方向の特性にも役立つ。これにより、ロールヨーカップリングとダッチロールの傾向を減らすことができる。ただし、チャインは、突然の非対称渦崩壊効果により、一部の構成で横方向の安定性を低下させることもわかっている。

### ステルス効果
機体と主翼の両方にチャインをブレンドすることで、レーダーにコーナーリフレクターや垂直直面を表示することを回避する。これにより、第5世代のジェット戦闘機の設計では、主翼に渦揚力を発生させる際に、ステルス性の低いカナード表面をチャインに置き換えるようになっている。（例外としてJ-20は、カナードはチャインと一列に並んでいる ）

## ノート
1. ↑  Angled chine, different from soft (rounded) chine
2. ↑  NASA-AIAA-98-2725 Impact of fuselage cross-section on the stability of a generic fighter uses "chined-shaped fuselage cross section, chined forebody, fuselage with ... included chine angle" expressions. NASA CR 189641 and AIAA 2008-6228 use "Chine forebody and Chine fuselage"